# Aeroportul Caledonia County
Aeroportul Caledonia County (IATA: LLX, ICAO: KCDA, FAA LID: CDA) este un aeroport din Lyndonville⁠(d), Lyndon⁠(d), Comitatul Caledonia, Vermont, Vermont, Statele Unite ale Americii ce deservește zona Comitatul Caledonia. A fost numit după zona deservită.
Situat la o altitudine de 362 m, aeroportul dispune de 1 pistă.

## Infrastructură

### Piste
Aeroportul dispune de o singură pistă. Pista 2/20 are suprafața de asfalt și dimensiunile 3.302 picioare × 60 picioare. 